# Серафино Аквилано
Серафино Аквилано или Серафино деи Чиминелли (итал. Serafino dall’Aquila, Serafino Aquilano) — итальянский поэт. Представитель галантной лирики XV века, развивавшейся в Неаполе, а затем получившей своё развитие и в других культурных центрах Италии.

## Биография
Родился в 1466 году в Л’Акуила, Италия. Юность провел в Неаполе, затем жил в Риме и Милане на службе у кардинала Асканио Сфорца.
Умер в 1500 году в Риме.

## Творчество
Автор «Посланий» (в терцинах), эклог, многочисленных лирических стихотворений высокого и низкого стиля.
Является одним из основателей поэтической школы, отличающейся злоупотреблением метафорами, стремлением к «ослепляющей оригинальности». Его поэтическая манера предвосхищала стиль маринизм.

## Рецепция
На стихи поэта писал свои фроттолы его современник, композитор Маркетто Кара («Guardando alli ochi tuoi», «Del mio sì grande»).

## Публикации на русском языке
- Эпоха Возрождения. М.: Изд-во Просвещение СССР, 1966 (Зарубежная литература)